# Claudia Andujar
Claudia Andujar (Neuchâtel, 22 de junio de 1931) es una fotógrafa brasileña. Es conocida por su trabajo fotoperiodístico en la comunidad Yanomami en la Amazonia brasileña.

## Biografía
De padre húngaro de origen judío y madre suiza protestante, Andujar vivió su infancia en la patria de su padre. Durante la Segunda Guerra Mundial tuvo que emigrar junto con su madre a Suiza, su país de origen, a pesar de que su padre, debido a su condición de judío, fue llevado al campo de concentración de Dachau donde muere junto con la mayor parte de su familia y amigos. Vive unos años en Nueva York donde realiza sus primeros contactos con la pintura y la fotografía y finalmente se traslada, a fines de la década del 1950, a São Paulo donde adopta la nacionalidad brasileña.

## Trabajo
Trabajó como reportera gráfica de 1960 a 1971 y formó parte del equipo de fotógrafos de la revista Realidade donde realizó un amplio reportaje acerca de la Amazonía. Su carrera como fotoperiodista comenzó con un proyecto sobre la comunidad indígena Karajá (en la cuenca del río Araguaia), con quienes vivió dos meses.
En la primera mitad de los años setenta recibió dos becas de la Fundación Guggenheim y, posteriormente, otra de la Fundação de Auxílio à Pesquisa do Estado de São Paulo (Fapesp) para estudiar a la tribu de los Yanomami, en la cuenca del río Catrimani (estado de Roraima, Brasil).
A finales de esta misma década comenzó a dedicarse exclusivamente a la lucha por la preservación del pueblo Yanomami y fue una de las fundadoras del Comité para la Creación del Parque Yanomami. Entre 1978 y 1992 participó en la Comisión para la creación del Parque Yanomami y coordina la campaña por la demarcación de las tierras indígenas. Entre 1993 y 1998 trabajó en el Programa Institucional de la Comissão Pró-Yanomami.

## Marcados
Entre 1981 y 1984, Andujar pasó largas temporadas en el territorio indígena. Junto con dos médicos, realizó numerosas fotografías del medio y de las expediciones, registrando uno por uno a cada individuo con un número colgado del cuello. Esas imágenes eran utilizadas en las cartillas de vacunación sanitaria, que contribuyeron a salvar la vida de muchos de los miembros de la tribu afectados por malaria y gripe, producto del contacto con el hombre occidental. 
Este trabajo surge entonces por dos motivos: por un lado, a nivel antropológico, del intento de ayudar a la supervivencia del pueblo Yanomami a partir de la vacunación de los habitantes de las diversas poblaciones y, por otro lado, a nivel conceptual, en contraposición con la propia biografía de la artista, cuyos familiares y amigos fueron marcados y asesinados en los campos de concentración nazi.

## Premios
- 2018 Medalla Goethe, principal premio cultural de Alemania.[3]

## Libros
- 1970: A Week in Bico's World: Brazil.
- 1982: Missa da Terra sem Males.
- 2005: A Vulnerabilidade Do Ser.
- 2007: Yanomami, la danse des images.
- 2016: Marcados; Coedición MALBA - Libros UNA (Libros Universidad Nacional de las Artes), Buenos Aires, Argentina.